# Gonzalo de Berceo
Gonzalo de Berceo (1198, Berceo, La Rioja – 1264; datum rojstva in smrti je okviren) je eden najvidnejših predstavnikov španske srednjeveške literature, ki jo je sestavljala duhovščina (mester de clerecía). Poznan je tudi kot prvi španski pisec, katerega ime je znano. Deloval je kot duhovnik v samostanu San Millán de la Cogolla.

## Biografija
Gonzalo de Berceo je živel v okolici Madrida in se je izobraževal v bližnjem samostanu San Millán de la Cogolla. Postal je posvetni duhovnik, ki je deloval najprej kot diakon (1221) in potem kot duhovnik (1237), tudi učitelj novincev, in glede na podatke, ki jih je zbral Brian Dutton, strokovnjak za špansko srednjeveško literaturo, tudi tajnik opata Juan Sáncheza (1209-1253) v prej omenjenem samostanu. Prejel je skrbno izobraževanje, med letoma 1222 in 1227 je obiskoval splošne študije (srednjeveški predhodnik moderne univerze) v Palenciji, prve v Španiji, ki jih je ustanovil škof Tello Téllez de Meneses, ki ga omenja tudi Gonzalo de Berceo v svojih delih. Obstajale so štiri katedre: teologija, kanonsko pravo, logika in umetnost (gramatika), kjer je bodoči pesnik prejel novo, izboljšano izobrazbo. Vendar je na začetku 13. stoletja samostan San Millán de la Cogolla pretresla doba dekadence prejšnjega sijaja, ki ga je pesnik poskušal preseči s svojimi deli, ki spodbujajo pobožnost, romanje in donacije okoli relikvij svetnikov, ki jih povzdiguje in ohranja samostan.
Berceo je najbolj pomemben predstavnik duhovniške srednjeveške literature. Očistil je španski jezik različnega dialekta pokrajine La Rioja, hkrati pa vključil ogromno besedišča iz latinščine (cultismo = beseda, katere morfologija precej natančno sledi etimološkemu izvoru iz latinščine ali grščine) in ohranil formulo ustne tradicije in predstavnikov ljudske literature (mester de juglaría).  V svojem služenju kot duhovniški tajnik je poskušal preprečiti propad samostana tudi s tem, da je poneveril dokumente nenaklonjenih kmetov, da so plačali davke.
Njegova prozna in didaktična dela v verzu najpogosteje obravnavajo religiozne teme, imenovane hagiografije, to so pravzaprav biografije svetnikov, še posebej tistih, ki so posvetili svoje življenje določenemu samostanu. Njegovo najbolj poznano delo je Čudeži naše gospe (Milagros de Nuestra Señora). Ne predstavlja se kot originalni pripovedovalec zgodb, prevedel je mnogo že napisanih del iz latinščine; njegova originalnost in umetniški značaj se pokažeta pri obdelavi tem, slogu, podrobnostih različnih navad in povzemanju srednjeveške ruralne miselnosti, ki jih doda pripovedi. Področje njegove ustvarjalnosti je kultivirano, čeprav velja za ljudsko, in uporablja tradicionalne elemente: kitica štirih verzov s štirinajstimi zlogi, ki so na sredini ločeni s cezuro, ki pa se na koncu fonetično ujemajo z eno samo soglasniško rimo v vseh verzih.
Ohranilo se je dvanajst njegovih del na podlagi različnih prepisov. Lahko jih razdelimo v tri skupine, katerim lahko dodamo še eno, ki jo sestavljajo Himne (njegov španski prevod del Veni Creator Spiritus, Ave maris stella in Christe, qui lux es et dies):
- Dela o Devici Mariji: Slava naše gospe (Loores de Nuestra Señora); Žalost, ki spremlja devico (Duelo que fizo la Virgen) in Čudeži naše gospe (Milagros de Nuestra Señora).
- Življenje svetnikov: Življenje svetega Millána (Vida de San Millán); Življenje svetega Dominga iz Silosa (Vida de Santo Domingo de Silos); Pesem o sveti Oriji (Poema de Santa Oria) in Mučeništvo svetega Lorenza (El martirio de San Lorenzo).
- Doktrinalna dela: O znakih, ki se pojavljajo pred sodnim dnem (De los signos que aparecen antes del Juicio Final) in O žrtvovanju pri maši (Del sacrificio de la misa).

## Čudeži naše gospe (Milagros de Nuestra Señora)
Začne se z alegoričnim uvodom, v katerem se avtor predstavi v idilični naravi, počitek človeka, ki simbolizira vrline in popolnost Device. V nadaljevanju opiše 25 čudežev, ki jih je storila Devica v pomoč osebam različnih socialnih in verskih skupin, kar ji vračajo z veliko vdanostjo. Berceo zgodb ne iznajde, temveč poskuša v romanski jezik razširiti že obstoječe zgodbe o Devici, vendar jih svobodno preoblikuje. Glavne značilnosti teh čudežev so:
- Berceo uporabi vsakdanje elemente z namenom, da privlači poslušalce.
- Vključi rabo izrazov, da pritegne pozornost poslušalcev.
- Na koncu vsake zgodbe se pojavi nauk, ki poslušalca uči o prednostih vdanosti Devici.

https://opac.si.cobiss.net/opac7/bib/fflj/15770978

## Gonzalo de Berceo in baskovski jezik
V času življenja Gonzala de Bercea se je poleg španščine v pokrajini la Rioja govoril še baskovski jezik. Z zanesljivostjo lahko rečemo, da se je baskovščina uporabljala v delu la Rioje in precej verjetno tudi v drugih predelih pokrajine. Prav zaradi tega se v delih Gonzala de Bercea pojavlja mnogo besed, ki so baskovskega izvora.